# (38551) 1999 VD54
1999 في دي 54 (ويعرف أيضًا باسم (38551) 1999 في دي 54 وفق تسمية الكوكب الصغير) (بالإنجليزية: 1999 VD54)‏ هو كويكب ضمن حزام الكويكبات؛ وترتيبه 38551 من حيث الاكتشاف.
اكتُشف هذا الجُرم الفلكي بواسطة بحث لنكولن عن الكويكبات القريبة من الأرض في 4 نوفمبر 1999.

## وصلات خارجية
- (38551) 1999 VD54 في قاعدة بيانات مختبر الدفع النفاث لأجرام النظام الشمسي الصغيرة

- الاكتشاف · مخطط المدار ·  العناصر المدارية · المعلمات المادية

- (38551) 1999 VD54 على موقع ويكي سكاي: DSS2, SDSS, GALEX, IRAS, Hydrogen α, X-Ray, Astrophoto, Sky Map, Articles and images